# Eugeniusz Bilski
Eugeniusz Bilski (ur. 17 marca 1925 w Poznaniu, zm. 12 kwietnia 2017) – polski profesor nauk rolniczych w zakresie agronomii, doświadczalnictwa, hodowli roślin, nasiennictwa i statystyki matematycznej
Eugeniusz Bilski po okupacji niemieckiej podjął naukę w Gimnazjum Męskim w Ostrowie Wielkopolskim klasie licealnej o profilu przyrodniczym. Świadectwo dojrzałości otrzymał 8 lipca 1946. Bezpośrednio po maturze studiował na Wydziale Rolniczo-Leśnym Uniwersytetu Poznańskiego, gdzie w 1951 uzyskał dyplom magistra inżyniera. Wiedzę matematyczną uzupełnił na studiach matematycznych (1953–1956) na Wydziale Matematyki, Fizyki i Chemii tej uczelni. Stopień doktora otrzymał w 1964, a tytuł profesora – w 1979.
Pracował naukowo w Zakładzie Doświadczalnictwa Rolniczego i Biometrii Katedry Genetyki i Hodowli Roślin Uniwersytetu Poznańskiego, a po reorganizacji – w Katedrze Statystyki Matematycznej Wyższej Szkoły Rolniczej w Poznaniu, a także w Zakładzie Genetyki Roślin Polskiej Akademii Nauk w Poznaniu. Miał szerokie zainteresowania naukowe – zajmował się hodowlą i genetyką roślin, nasiennictwem i odmianoznawstwem rolniczym, a także statystyką matematyczną, biometrią i doświadczalnictwem. Był twórcą nowoczesnej oceny odmian roślin uprawnych w Polsce.
W latach 1949–1966 prowadził na kilku wydziałach ówczesnej Wyższej Szkoły Rolniczej w Poznaniu zajęcia z doświadczalnictwa rolniczego, biometrii i statystyki matematycznej oraz matematyki. W latach 1986–2002 prowadził wykłady z odmianoznawstwa rolniczego na Akademii Rolniczej w Poznaniu.
Był jednym z pomysłodawców i współtwórców Centralnego Ośrodka Badania Odmian Roślin Uprawnych w Słupi Wielkiej k. Poznania – od roku 1966 przez trzydzieści lat był jego pierwszym dyrektorem naczelnym. Z pełnym zaangażowaniem rozwijał  ośrodek, wprowadził do praktyki doświadczalnej nowoczesny system badania, elektronicznego przetwarzania wyników oraz statystycznej i użytkowej oceny odmian roślin uprawnych. Sprawił, że placówka ta stała się w latach 70. i 80. XX wieku centrum naukowym i kulturalnym dla tamtejszej społeczności, a dzięki posiadanym komputerom – symbolem nowoczesności.
Opublikował 106 prac, w tym 5 podręczników i skryptów, 19 studiów i rozpraw oraz 60 prac oryginalnych i artykułów naukowych. Wiele prac dotyczy interakcji genotypowo-środowiskowej (rejonizacji) odmian różnych gatunków roślin uprawnych.

## Odznaczenia[1]
- Krzyż Komandorski Orderu Odrodzenia Polski (1996)
- Krzyż Oficerski Orderu Odrodzenia Polski (1987)
- Krzyż Kawalerski Orderu Odrodzenia Polski (1974)